# Ståthållardömet Carnaro
Ståthållardömet Carnaro (italienska: Reggenza Italiana del Carnaro) var en utbrytarstat som utropades av den italienske diktaren Gabriele D'Annunzio i staden Fiume efter första världskriget. Staden hade tillhört Österrike-Ungern, men befolkningen var italiensktalande och den 8 september 1919 besatte frikårer av arditi under D'Annunzios ledning Fiume, för att ansluta den till Kungariket Italien.

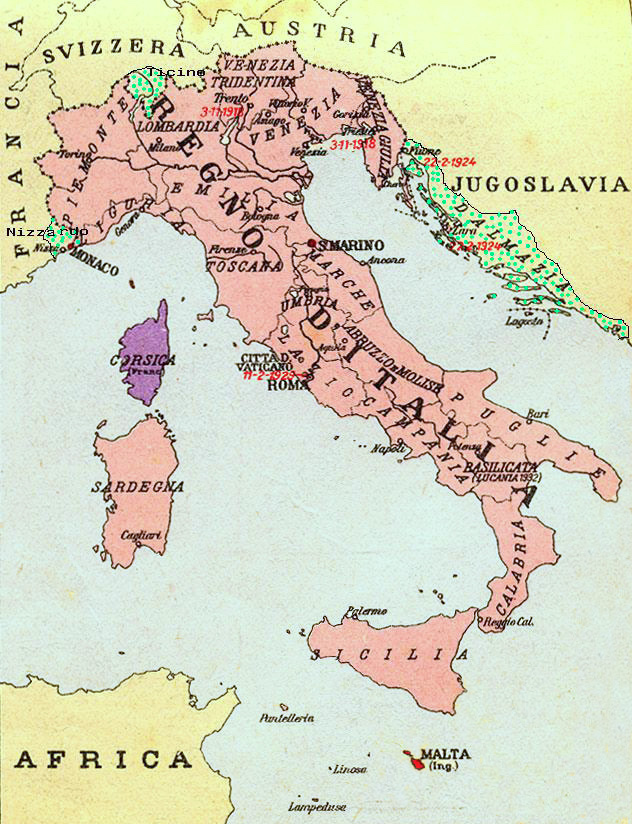
Italia irridenta.

## Italia irridenta
Stora delar av den kroatiska och dalmatiska kusten uppfattades i hemlandet som delar av ett förlorat Italien, ett Italia irredenta. Irredentismen hade allt sedan risorgimento,  det italienska enandet i mitten av 1800-talet, varit ett centralt tema i landets politik och ett viktigt skäl till att man 1915 hade givit sig in i första världskriget. Vid krigsslutet befann sig Italiens regering på segrarmakternas sida och Freden i Saint-Germain den 10 september 1919, hade deklarerat att Österrike-Ungern skulle upplösas som rike. Nationalstatsprincipen var vägledande bankom hur gränserna i Europa skulle ritas om och man ville därför invänta resultatet från de fortsatta fredsförhandlingarna. Kuppmännen i Fiume sattes i blockad och lämnades åt sitt öde. 
I Trianonfördraget som undertecknades den 4 juni 1920 tillföll Fiume dock Jugoslavien (Serbernas, kroaternas och slovenernas kungarike), och det var först genom Rapallofördraget mellan Italien och Jugoslavien den 12 november 1920 som man reglerade statusen för olika delar av Jugoslavien med italiensk befolkning. Exempelvis tillföll staden Zara (kroatiska: Zadar) Italien, medan Fiume (Rijeka) skulle bli en fristat under gemensam kontroll. Under den blodiga julen 1920 bombarderades Fiume av italienska flottan och till slut kollapsade motståndet. Staden återerövrades och det reguljära styret under Fristaten Fiume kunde inrättas.

## D'Annunzio som il duce
Trots att målet hade varit en anslutning till Konungariket Italien hade utbrytarstaten varit en republik, ledd av D'Annunzio med titeln il duce (ledaren). D'Annunzio hade försökt att uppbåda stöd från olika håll som sade sig omhulda samma eller liknande ideal, bland annat publicerades appeller i Benito Mussolinis dagstidning Il Popolo d'Italia, men det konkreta stödet till utbrytarstaten i Fiume hade ändå uteblivit. Det fanns planer på att genomföra en Marsch mot Rom för att ta makten och på så sätt kunna realisera sina mål. Även om detta aldrig genomfördes från Fiume så skulle temat återkomma i italiensk politik.
Efter Trianonfördraget promulgerades i september 1920 en författning för Ståthållardömet Carnaro, som skrivits av syndikalisten Alceste De Ambris. Diktaren D'Annunzio satte därefter sin egen prägel på texten till Carnaroförfattningen (Carta del Carnaro), men de bärande ideologiska delarna från De Ambris innehåller olika inslag av anarkistiska, syndikalistiska och republikanska idéer.

## Arvet från Fiume
Det var inte Benito Mussolinis kampgrupper som hade legat bakom erövringen av Fiume, utan helt andra frikårer med arditi som agerat under Gabriele D'Annunzios ledning. För Mussolinis anhängare var dock il duce D'Annunzio en hjälte, och många av de symboler, idéer och andra uttryck som förekommit under ståthållardömet i Fiume letade sig in i den italienska fasciströrelsen. De fascistiska svartskjortorna kom ur samma slags frikårer med arditi som de i Fiume. Mussolini började använda sig av samma titel som D'Annunzio, dock med tillägg för att undvika förväxling med denne. Efter olika försök genomfördes slutligen Marschen mot Rom, då helt i fasciströrelsens hägn och under Mussolinis ledning. Carnaroförfattningen utgjorde en idealbild för en korporativistisk fasciststat, även om idéerna i denna aldrig kom att implementeras fullt ut. Händelserna i Fiume omhuldades som en legend inom fascismen, och när man väl hade kopplat greppet om den politiska makten annekterande man fristaten till Italien den 16 mars 1924.
D'Annunzios styre i Fiume tjänade som en inspirationskälla inom den italienska fasciströrelsen, och utan att ha varit en del av denna ses den ofta som en tidig förelöpare.